# Campionatul Regional de Fotbal 1966-1967
Campionatul Regional 1966–1967 a fost cel de-al 37-lea sezon al Campionatului Regional de Fotbal al României, al 25-lea organizat pe regiuni administrative, al 10-lea ca nivel al 4-lea al sistemului de ligi ale fotbalului românesc. Divizia C fiind reînființată din sezonul 1963-64. Din acel sezon până în sezonul 1967-1968 va rămâne al 4-lea nivel al fotbalului și devine precursorul Ligii a IV-a. Campionatul Regional a fost împărțit în 17 serii. 

## Format
Echipele câștigătoare ale fiecărei serii au disputat meciuri de baraj pentru promovarea în Divizia C.

## Campionate regionale
| - Argeș (AG) - Bacău (BC) - Banat (BA) - Brașov (BV) - Municipiul București (B) | - Regiunea București (B) - Cluj (CJ) - Crișana (CR) - Dobrogea (DO) | - Galați (GL) - Hunedoara (HD) - Iași (IS) - Maramureș (MM) | - Mureș (MS) - Oltenia (OT) - Ploiești (PL) - Suceava (SV) |

## Baraj promovare Divizia C

### Tur preliminar
Meciurile s-au jucat pe 25 Iunie, 2 și 5 Iulie 1967.
| Echipa 1                | Total | Echipa 2           | Turul I | Turul II | Turul III |
| ----------------------- | ----- | ------------------ | ------- | -------- | --------- |
| Politehnica Brașov (BV) | 1–1   | (OT) Minerul Motru | 0–0     | 0–0      | 1–1       |

1. ↑  Meciul s-a jucat pe teren neutru la Râmnicu Vâlcea. Minerul Motru a avansat în runda următoare datorită mediei de vârstă mai mici.

Meciurile s-au jucat pe 9, 16 Iulie și 4 August 1967.
| Echipa 1                  | Total | Echipa 2                    | Turul I | Turul II | Turul III |
| ------------------------- | ----- | --------------------------- | ------- | -------- | --------- |
| Medicina Iași (IS)        | 6–1   | (SV) Minerul Fundu Moldovei | 4–0     | 2–1      |           |
| SUT Galați (GL)           | 3–2   | (BC) Știința IP Bacău       | 2–1     | 1–1      |           |
| TUG București (B)         | 4–3   | (DO) Cimentul Medgidia      | 2–1     | 2–2      |           |
| Chimia Turnu Măgurele (B) | 5–3   | (AG) Metalul Pitești        | 2–1     | 1–2      | 2–0       |
| Voința Oradea (CR)        | 0–4   | (MM) Unio Satu Mare         | 0–1     | 0–3      |           |
| Gloria Bistrița (CJ)      | 2–3   | (MS) Știința Târgu Mureș    | 2–1     | 0–2      |           |
| Aurul Brad (HD)           | 1–2   | (BA) UM Timișoara           | 1–0     | 0–2      |           |
| Minerul Motru (OT)        | 1–2   | (PL) Victoria Boboc         | 1–0     | 0–1      | 0–1       |

1. ↑  Meciul s-a jucat pe teren neutru la Pitești.

## Clasamente

### Regiunea Bacău
| Loc | Echipa                            | MJ | V  | E | Î  | GM | GP | DG  | Pct | Calificare sau retrogradare          |
| --- | --------------------------------- | -- | -- | - | -- | -- | -- | --- | --- | ------------------------------------ |
| 1   | Chimia Gheorghe Gheorghiu-Dej (D) | 24 | 16 | 4 | 4  | 55 | 20 | +35 | 36  | Exclusă                              |
| 2   | Știința IP Bacău (C, Q)           | 24 | 14 | 8 | 2  | 48 | 14 | +34 | 36  | Calificare baraj promovare Divizia C |
| 3   | Victoria Bacău                    | 24 | 10 | 9 | 5  | 30 | 17 | +13 | 29  |                                      |
| 4   | Steaua Roșie Bacău                | 24 | 11 | 3 | 10 | 45 | 36 | +9  | 25  |                                      |
| 5   | Petrolistul Dărmănești            | 24 | 13 | 1 | 10 | 44 | 40 | +4  | 27  |                                      |
| 6   | Unirea Roman                      | 24 | 11 | 3 | 10 | 35 | 42 | −7  | 25  |                                      |
| 7   | Gloria Zemeș                      | 24 | 11 | 2 | 11 | 35 | 34 | +1  | 24  |                                      |
| 8   | Viitorul Comănești                | 24 | 9  | 5 | 10 | 36 | 40 | −4  | 23  |                                      |
| 9   | Progresul Gheorghe Gheorghiu-Dej  | 24 | 9  | 2 | 13 | 24 | 40 | −16 | 20  |                                      |
| 10  | Viitorul Săvinești (D)            | 24 | 7  | 4 | 13 | 27 | 54 | −27 | 18  | Exclusă                              |
| 11  | Bradul Roznov                     | 24 | 7  | 3 | 14 | 29 | 37 | −8  | 17  |                                      |
| 12  | Cimentul Bicaz                    | 24 | 7  | 2 | 15 | 24 | 37 | −13 | 16  |                                      |
| 13  | Celuloza Piatra Neamț             | 24 | 4  | 8 | 12 | 17 | 38 | −21 | 16  |                                      |
| 14  | Unirea Bacău (D)                  | 0  | 0  | 0 | 0  | 0  | 0  | 0   | 0   | Exclusă                              |

1. 1 2  Chimia Gheorghe Gheorghiu-Dej și Viitorul Săvinești au fost ambele excluse, după ce meciul din ultima etapă dintre cele două echipe, Chimia − Viitorul 16−0, a fost considerat aranjat.
2. ↑  Unirea Bacău a fost exclusă după 9 etape pentru două neprezentări și toate rezultatele i-au fost anulate.

### Regiunea Brașov
Seria I
| Loc | Echipa                     | MJ | V  | E  | Î  | GM | GP | DG  | Pct | Calificare sau retrogradare        |
| --- | -------------------------- | -- | -- | -- | -- | -- | -- | --- | --- | ---------------------------------- |
| 1   | Politehnica Brașov (Q)     | 22 | 13 | 6  | 3  | 34 | 11 | +23 | 32  | Calificare în Finala campionatului |
| 2   | Măgura Codlea              | 22 | 10 | 6  | 6  | 28 | 19 | +9  | 26  |                                    |
| 3   | Carpați Covasna            | 22 | 8  | 9  | 5  | 29 | 19 | +10 | 25  |                                    |
| 4   | Celuloza Zărnești          | 22 | 10 | 5  | 7  | 24 | 23 | +1  | 25  |                                    |
| 5   | Colorom Codlea             | 22 | 9  | 6  | 7  | 33 | 24 | +9  | 24  |                                    |
| 6   | Carpați Brașov             | 22 | 8  | 6  | 8  | 22 | 16 | +6  | 22  |                                    |
| 7   | Hidromecanica Brașov       | 22 | 6  | 10 | 6  | 17 | 17 | 0   | 22  |                                    |
| 8   | Textila Prejmer            | 22 | 7  | 6  | 9  | 23 | 25 | −2  | 20  |                                    |
| 9   | Precizia Săcele            | 22 | 7  | 5  | 10 | 19 | 33 | −14 | 19  |                                    |
| 10  | Forestierul Târgu Secuiesc | 22 | 6  | 6  | 10 | 26 | 37 | −11 | 18  |                                    |
| 11  | Torpedo Zărnești           | 22 | 6  | 4  | 12 | 25 | 29 | −4  | 16  |                                    |
| 12  | Rulmentul Brașov           | 22 | 6  | 3  | 13 | 22 | 49 | −27 | 15  |                                    |

Seria II
| Loc | Echipa               | MJ | V  | E | Î  | GM | GP | DG  | Pct | Calificare sau retrogradare |
| --- | -------------------- | -- | -- | - | -- | -- | -- | --- | --- | --------------------------- |
| 1   | Textila Cisnădie (Q) | 22 | 10 | 8 | 4  | 34 | 23 | +11 | 28  | Finala campionatului        |
| 2   | Textila Mediaș       | 22 | 9  | 7 | 6  | 29 | 30 | −1  | 25  |                             |
| 3   | Flamura Roșie Sibiu  | 22 | 11 | 3 | 8  | 26 | 32 | −6  | 25  |                             |
| 4   | Chimia Victoria      | 22 | 9  | 5 | 8  | 30 | 23 | +7  | 23  |                             |
| 5   | Sparta Mediaș        | 22 | 9  | 4 | 9  | 39 | 24 | +15 | 22  |                             |
| 6   | Elastic Sibiu        | 22 | 7  | 8 | 7  | 36 | 28 | +8  | 22  |                             |
| 7   | Unirea Tălmaciu      | 22 | 9  | 4 | 9  | 30 | 30 | 0   | 22  |                             |
| 8   | Progresul Sibiu      | 22 | 8  | 6 | 8  | 30 | 33 | −3  | 22  |                             |
| 9   | Carbosin Copșa Mică  | 22 | 7  | 6 | 9  | 27 | 28 | −1  | 20  |                             |
| 10  | Vitrometan Mediaș    | 22 | 7  | 6 | 9  | 27 | 32 | −5  | 20  |                             |
| 11  | Record Mediaș        | 22 | 6  | 8 | 8  | 18 | 28 | −10 | 20  |                             |
| 12  | CIL Blaj             | 22 | 6  | 3 | 13 | 35 | 50 | −15 | 15  |                             |

Finala campionatului 
Meciurile s-au jucat pe 28 Mai și 4 Iunie 1967.
| Echipa 1         | Scor gen. | Echipa 2           | Tur | Retur |
| ---------------- | --------- | ------------------ | --- | ----- |
| Textila Cisnădie | 3–3       | Politehnica Brașov | 3–0 | 0–3   |

1. ↑  Meciul a fost oprit în minutul 70, la 3–0, după ce arbitrul a acordat gazdelor o lovitură de pedeapsă, iar jucătorii oaspeților au protestat bruscând arbitrul. Comisia regională a stabilit ca echipa campioană să fie Politehnica Brașov.[4]

Politehnica Brașov a câștigat Campionatul Regional Brașov și s-a calificat pentru barajul de promovare în Divizia C.

### Municipiul București
Seria I
| Loc | Echipa                         | MJ | V  | E  | Î  | GM | GP | DG  | Pct | Calificare sau retrogradare         |
| --- | ------------------------------ | -- | -- | -- | -- | -- | -- | --- | --- | ----------------------------------- |
| 1   | TUG București (Q)              | 26 | 17 | 6  | 3  | 45 | 13 | +32 | 40  | Calificare în Finala campionatului  |
| 2   | Autobuzul București (Q)        | 26 | 14 | 6  | 6  | 41 | 18 | +23 | 34  | Calificare în Meciul pentru locul 3 |
| 3   | Abatorul București             | 26 | 11 | 10 | 5  | 34 | 23 | +11 | 32  |                                     |
| 4   | Armata București               | 26 | 13 | 5  | 8  | 32 | 19 | +13 | 31  |                                     |
| 5   | Laromet București              | 26 | 12 | 6  | 8  | 42 | 35 | +7  | 30  |                                     |
| 6   | Granitul București             | 26 | 10 | 9  | 7  | 32 | 26 | +6  | 29  |                                     |
| 7   | Electromagnetica București     | 26 | 9  | 9  | 8  | 34 | 36 | −2  | 27  |                                     |
| 8   | Viitorul Electronica București | 26 | 8  | 9  | 9  | 28 | 30 | −2  | 25  |                                     |
| 9   | Avântul 9 Mai București        | 26 | 6  | 12 | 8  | 23 | 30 | −7  | 24  |                                     |
| 10  | IOR București                  | 26 | 7  | 9  | 10 | 32 | 34 | −2  | 23  |                                     |
| 11  | ICSIM București                | 26 | 5  | 12 | 9  | 23 | 37 | −14 | 22  |                                     |
| 12  | Gloria București               | 26 | 6  | 7  | 13 | 24 | 50 | −26 | 19  |                                     |
| 13  | Semănătoarea București         | 26 | 5  | 7  | 14 | 18 | 29 | −11 | 17  |                                     |
| 14  | Chimia București               | 26 | 3  | 6  | 17 | 17 | 45 | −28 | 12  |                                     |

Seria II
| Loc | Echipa                    | MJ | V  | E  | Î  | GM | GP | DG  | Pct | Calificare sau retrogradare         |
| --- | ------------------------- | -- | -- | -- | -- | -- | -- | --- | --- | ----------------------------------- |
| 1   | Voința București (Q)      | 26 | 16 | 6  | 4  | 47 | 18 | +29 | 38  | Calificare în Finala campionatului  |
| 2   | Dinamo Obor București (Q) | 26 | 13 | 9  | 4  | 38 | 19 | +19 | 35  | Calificare în Meciul pentru locul 3 |
| 3   | Constructorul București   | 26 | 10 | 9  | 7  | 39 | 22 | +17 | 29  |                                     |
| 4   | Confecția București       | 26 | 12 | 3  | 11 | 28 | 27 | +1  | 27  |                                     |
| 5   | CFR BTA București         | 26 | 8  | 11 | 7  | 19 | 21 | −2  | 27  |                                     |
| 6   | Spic de Grâu București    | 26 | 8  | 9  | 9  | 31 | 27 | +4  | 25  |                                     |
| 7   | Sirena București          | 26 | 7  | 11 | 8  | 26 | 31 | −5  | 25  |                                     |
| 8   | Vulcan București          | 26 | 7  | 10 | 9  | 25 | 28 | −3  | 24  |                                     |
| 9   | Dacia București           | 26 | 9  | 6  | 11 | 26 | 33 | −7  | 24  |                                     |
| 10  | Quadrat București         | 26 | 7  | 9  | 10 | 21 | 37 | −16 | 23  |                                     |
| 11  | Automatica București      | 26 | 7  | 8  | 11 | 19 | 26 | −7  | 22  |                                     |
| 12  | Bere Rahova București     | 26 | 8  | 6  | 12 | 35 | 48 | −13 | 22  |                                     |
| 13  | Luxor București           | 26 | 7  | 8  | 11 | 15 | 24 | −9  | 22  |                                     |
| 14  | ITB București             | 26 | 8  | 5  | 13 | 24 | 38 | −14 | 21  |                                     |

Meciul pentru locul 3. 
Meciul s-a jucat pe 17 Iunie 1967.
| Echipa 1            | Scor | Echipa 2              |
| ------------------- | ---- | --------------------- |
| Autobuzul București | 2–1  | Dinamo Obor București |

Finala campionatului 
Meciurile s-au jucat pe 17 și 24 Iunie 1967.
| Echipa 1      | Scor gen. | Echipa 2         | Tur | Retur |
| ------------- | --------- | ---------------- | --- | ----- |
| TUG București | 6–5       | Voința București | 4–4 | 2–1   |

TUG București a câștigat Campionatul Municipal București și s-a calificat pentru barajul de promovare în Divizia C.

### Regiunea Cluj
Seria Someș
| Loc | Echipa                  | MJ | V  | E | Î  | GM | GP | DG  | Pct | Calificare sau retrogradare        |
| --- | ----------------------- | -- | -- | - | -- | -- | -- | --- | --- | ---------------------------------- |
| 1   | Gloria Bistrița (C, Q)  | 22 | 17 | 3 | 2  | 75 | 16 | +59 | 37  | Calificare în Finala campionatului |
| 2   | Tehnofrig Cluj          | 22 | 16 | 3 | 3  | 56 | 16 | +40 | 35  |                                    |
| 3   | Progresul Năsăud        | 22 | 13 | 5 | 4  | 60 | 25 | +35 | 31  |                                    |
| 4   | Someșul Beclean         | 22 | 11 | 2 | 9  | 47 | 42 | +5  | 24  |                                    |
| 5   | Rapid Jibou             | 22 | 9  | 4 | 9  | 37 | 48 | −11 | 22  |                                    |
| 6   | Progresul Răscruci      | 21 | 8  | 5 | 8  | 23 | 34 | −11 | 21  |                                    |
| 7   | Vulturul Mintiu Gherlii | 22 | 8  | 4 | 10 | 37 | 33 | +4  | 20  |                                    |
| 8   | Victoria Uriu           | 22 | 9  | 1 | 12 | 26 | 37 | −11 | 19  |                                    |
| 9   | CIL Gherla              | 22 | 8  | 3 | 11 | 42 | 54 | −12 | 19  |                                    |
| 10  | Steaua Roșie Zalău      | 21 | 7  | 1 | 13 | 30 | 47 | −17 | 15  |                                    |
| 11  | Hârtia Prundu Bârgăului | 22 | 4  | 3 | 15 | 20 | 55 | −35 | 11  |                                    |
| 12  | Energia Mănăstirea      | 22 | 2  | 4 | 16 | 14 | 60 | −46 | 8   |                                    |

Seria Mureș
| Loc | Echipa                       | MJ | V  | E | Î  | GM | GP | DG  | Pct | Calificare sau retrogradare        |
| --- | ---------------------------- | -- | -- | - | -- | -- | -- | --- | --- | ---------------------------------- |
| 1   | CFR Cluj (C, Q)              | 22 | 14 | 6 | 2  | 60 | 10 | +50 | 34  | Calificare în Finala campionatului |
| 2   | Unirea Cluj                  | 22 | 11 | 9 | 2  | 47 | 19 | +28 | 31  |                                    |
| 3   | Arieșul Câmpeni              | 22 | 10 | 6 | 6  | 32 | 20 | +12 | 26  |                                    |
| 4   | Arieșul Câmpia Turzii        | 22 | 10 | 6 | 6  | 20 | 19 | +1  | 26  |                                    |
| 5   | Minerul Baia de Arieș        | 22 | 10 | 5 | 7  | 27 | 28 | −1  | 25  |                                    |
| 6   | Olimpia Aiud                 | 22 | 8  | 7 | 7  | 26 | 37 | −11 | 23  |                                    |
| 7   | Locomotiva 16 Februarie Cluj | 22 | 9  | 3 | 10 | 31 | 29 | +2  | 21  |                                    |
| 8   | Victoria Someșeni            | 22 | 7  | 6 | 9  | 25 | 26 | −1  | 20  |                                    |
| 9   | Chimia Turda                 | 22 | 6  | 7 | 9  | 36 | 38 | −2  | 19  |                                    |
| 10  | Cimentul Turda               | 22 | 4  | 7 | 11 | 21 | 30 | −9  | 15  |                                    |
| 11  | Vlădeasa Huedin              | 21 | 4  | 4 | 13 | 23 | 58 | −35 | 12  |                                    |
| 12  | Moții Abrud                  | 21 | 5  | 0 | 16 | 23 | 57 | −34 | 10  |                                    |

Finala campionatului 
Meciurile s-au jucat pe 28 Mai și 4 Iunie 1967.
| Echipa 1 | Scor gen. | Echipa 2        | Tur | Retur |
| -------- | --------- | --------------- | --- | ----- |
| CFR Cluj | 2–3       | Gloria Bistrița | 1–1 | 1–2   |

Gloria Bistrița a câștigat Campionatul Regional Cluj și s-a calificat pentru barajul de promovare în Divizia C.

### Regiunea Galați
| Loc | Echipa                  | MJ | V  | E | Î  | GM | GP | DG  | Pct | Calificare sau retrogradare                |
| --- | ----------------------- | -- | -- | - | -- | -- | -- | --- | --- | ------------------------------------------ |
| 1   | SUT Galați (C, Q)       | 26 | 19 | 5 | 2  | 71 | 27 | +44 | 43  | Calificare baraj promovare Divizia C       |
| 2   | Chimica Mărășești       | 26 | 18 | 4 | 4  | 90 | 14 | +76 | 40  |                                            |
| 3   | Laminorul Brăila        | 26 | 16 | 4 | 6  | 63 | 31 | +32 | 36  |                                            |
| 4   | Celuloza Brăila         | 26 | 13 | 6 | 7  | 56 | 26 | +30 | 32  |                                            |
| 5   | Tractorul Viziru        | 26 | 13 | 6 | 7  | 46 | 39 | +7  | 32  |                                            |
| 6   | Foresta Gugești         | 26 | 14 | 3 | 9  | 47 | 21 | +26 | 31  |                                            |
| 7   | Metalul Brăila          | 26 | 13 | 2 | 11 | 59 | 39 | +20 | 28  |                                            |
| 8   | Viitorul Rușețu         | 26 | 12 | 1 | 13 | 45 | 48 | −3  | 25  |                                            |
| 9   | Tractorul Galați        | 26 | 10 | 5 | 11 | 40 | 50 | −10 | 25  |                                            |
| 10  | Dunărea Brăila          | 26 | 9  | 4 | 13 | 32 | 41 | −9  | 22  |                                            |
| 11  | Automobilul Focșani     | 26 | 8  | 4 | 14 | 36 | 43 | −7  | 20  |                                            |
| 12  | Victoria Horia          | 26 | 7  | 1 | 18 | 19 | 75 | −56 | 15  |                                            |
| 13  | Unirea ITO Galați       | 26 | 4  | 3 | 19 | 23 | 97 | −74 | 11  |                                            |
| 14  | Avântul CAP Bucești (R) | 26 | 2  | 0 | 24 | 15 | 91 | −76 | 4   | Retrogradare în Campionatul Raional Galați |

### Regiunea Hunedoara
| Loc | Echipa                  | MJ | V  | E | Î  | GM | GP | DG  | Pct | Calificare sau retrogradare                |
| --- | ----------------------- | -- | -- | - | -- | -- | -- | --- | --- | ------------------------------------------ |
| 1   | Aurul Brad (C, Q)       | 26 | 18 | 4 | 4  | 65 | 23 | +42 | 40  | Calificare baraj promovare Divizia C       |
| 2   | Știința Petroșani       | 26 | 18 | 3 | 5  | 87 | 22 | +65 | 39  |                                            |
| 3   | Minerul Teliuc          | 26 | 15 | 0 | 11 | 50 | 33 | +17 | 30  |                                            |
| 4   | Unirea Alba Iulia       | 26 | 15 | 0 | 11 | 45 | 38 | +7  | 30  |                                            |
| 5   | CFR Simeria             | 26 | 12 | 4 | 10 | 41 | 45 | −4  | 28  |                                            |
| 6   | Textila Sebeș           | 26 | 12 | 4 | 10 | 37 | 45 | −8  | 28  |                                            |
| 7   | Dacia Orăștie           | 26 | 12 | 3 | 11 | 60 | 32 | +28 | 27  |                                            |
| 8   | Parângul Lonea          | 26 | 12 | 3 | 11 | 50 | 44 | +6  | 27  |                                            |
| 9   | Minerul Ghelar          | 26 | 11 | 5 | 10 | 39 | 40 | −1  | 27  |                                            |
| 10  | Minerul Aninoasa        | 26 | 12 | 1 | 13 | 52 | 39 | +13 | 25  |                                            |
| 11  | Constructorul Hunedoara | 26 | 11 | 2 | 13 | 32 | 41 | −9  | 24  |                                            |
| 12  | IGO Deva                | 26 | 6  | 7 | 13 | 21 | 64 | −43 | 19  |                                            |
| 13  | Minerul Vulcan          | 26 | 5  | 5 | 16 | 33 | 73 | −40 | 15  | Scutită de retrogradare                    |
| 14  | Voința Ilia (R)         | 26 | 1  | 3 | 22 | 20 | 93 | −73 | 5   | Retrogradare Campionatul Raional Hunedoara |

1. ↑  Voința Ilia s-a retras din campionat după 17 etape și a pierdut toate meciurile rămase cu 0–3.

### Regiunea Maramureș
Seria Someș
| Loc | Echipa                   | MJ | V  | E | Î  | GM | GP | DG  | Pct | Calificare sau retrogradare        |
| --- | ------------------------ | -- | -- | - | -- | -- | -- | --- | --- | ---------------------------------- |
| 1   | Unio Satu Mare (Q)       | 18 | 14 | 4 | 0  | 69 | 8  | +61 | 32  | Calificare în Finala campionatului |
| 2   | Topitorul Baia Mare      | 18 | 12 | 3 | 3  | 50 | 13 | +37 | 27  |                                    |
| 3   | Chimistul Baia Mare      | 18 | 9  | 2 | 7  | 30 | 22 | +8  | 20  |                                    |
| 4   | Spicul Ardud             | 18 | 8  | 2 | 8  | 30 | 39 | −9  | 18  |                                    |
| 5   | Minerul Baia Mare II     | 18 | 6  | 5 | 7  | 23 | 26 | −3  | 17  |                                    |
| 6   | Progresul Cehu Silvaniei | 18 | 6  | 4 | 8  | 24 | 33 | −9  | 16  |                                    |
| 7   | Rapid Satu Mare          | 18 | 6  | 4 | 8  | 31 | 46 | −15 | 16  |                                    |
| 8   | Someșul Satu Mare        | 18 | 5  | 3 | 10 | 15 | 28 | −13 | 13  |                                    |
| 9   | Spartac Satu Mare        | 18 | 4  | 4 | 10 | 25 | 47 | −22 | 12  |                                    |
| 10  | Recolta Tășnad           | 18 | 3  | 3 | 12 | 17 | 50 | −33 | 9   |                                    |

Seria Gutin
| Loc | Echipa                      | MJ | V  | E | Î  | GM | GP | DG  | Pct | Calificare sau retrogradare           |
| --- | --------------------------- | -- | -- | - | -- | -- | -- | --- | --- | ------------------------------------- |
| 1   | Constructorul Baia Mare (Q) | 20 | 12 | 5 | 3  | 53 | 23 | +30 | 29  | Qualification to Finala campionatului |
| 2   | Băimăreana Baia Mare        | 20 | 8  | 7 | 5  | 28 | 18 | +10 | 23  |                                       |
| 3   | CIL Sighetu Marmației       | 20 | 7  | 8 | 5  | 35 | 27 | +8  | 22  |                                       |
| 4   | Bradul Vișeu de Sus         | 20 | 8  | 6 | 6  | 34 | 28 | +6  | 22  |                                       |
| 5   | Lumina Câmpulung la Tisa    | 20 | 9  | 3 | 8  | 25 | 32 | −7  | 21  |                                       |
| 6   | Minerul Cavnic              | 20 | 7  | 5 | 8  | 27 | 32 | −5  | 19  |                                       |
| 7   | Foresta Târgu Lăpuș         | 20 | 6  | 7 | 7  | 28 | 34 | −6  | 19  |                                       |
| 8   | Minerul Baia Borșa          | 20 | 8  | 2 | 10 | 26 | 30 | −4  | 18  |                                       |
| 9   | Voința Sighetu Marmației    | 20 | 6  | 5 | 9  | 38 | 37 | +1  | 17  |                                       |
| 10  | Unirea Seini                | 20 | 5  | 6 | 9  | 25 | 34 | −9  | 16  |                                       |
| 11  | Energia Negrești-Oaș        | 20 | 4  | 4 | 12 | 18 | 48 | −30 | 12  |                                       |

Finala campionatului 
| Echipa 1       | Scor gen. | Echipa 2                | Tur | Retur |
| -------------- | --------- | ----------------------- | --- | ----- |
| Unio Satu Mare | 9–2       | Constructorul Baia Mare | 6–1 | 3–1   |

Unio Satu Mare a câștigat Campionatul Regional Maramureș și s-a calificat pentru barajul de promovare în Divizia C.

### Regiunea Mureș
Finala cammpionatului 
Finala campionatului s-a disputat pe 3 și 11 iunie 1967 între câștigătoarele celor două serii ale campionatului regional.
| Echipa 1            | Scor gen. | Echipa 2             | Tur | Retur |
| ------------------- | --------- | -------------------- | --- | ----- |
| Știința Târgu Mureș | 2–1       | Lemnarul Târgu Mureș | 2–1 | 0–0   |

Știința Târgu Mureș a câștigat Campionatul Regional Mureș și s-a calificat pentru barajul de promovare în Divizia C.

### Regiunea  Oltenia
Seria I
| Loc | Echipa                    | MJ | V  | E | Î  | GM | GP | DG  | Pct | Calificare sau retrogradare        |
| --- | ------------------------- | -- | -- | - | -- | -- | -- | --- | --- | ---------------------------------- |
| 1   | Progresul Goicea Mică (Q) | 22 | 15 | 2 | 5  | 37 | 20 | +17 | 32  | Calificare în Finala campionatului |
| 2   | Răsăritul Caracal         | 22 | 13 | 4 | 5  | 35 | 14 | +21 | 30  |                                    |
| 3   | Progresul Balș            | 22 | 12 | 4 | 6  | 34 | 26 | +8  | 28  |                                    |
| 4   | Steagul Roșu Plenița      | 22 | 11 | 4 | 7  | 45 | 22 | +23 | 26  |                                    |
| 5   | Metalul Craiova           | 22 | 12 | 2 | 8  | 42 | 19 | +23 | 26  |                                    |
| 6   | Recolta Urzicuța          | 22 | 10 | 5 | 7  | 24 | 22 | +2  | 25  |                                    |
| 7   | Dunărea Calafat           | 22 | 10 | 3 | 9  | 48 | 28 | +20 | 23  |                                    |
| 8   | Gloria Băilești           | 22 | 8  | 4 | 10 | 29 | 38 | −9  | 20  |                                    |
| 9   | Stăruința Craiova         | 22 | 7  | 5 | 10 | 29 | 30 | −1  | 19  |                                    |
| 10  | Recolta Dăbuleni          | 22 | 7  | 2 | 13 | 26 | 60 | −34 | 16  |                                    |
| 11  | Unirea Amărăștii de Jos   | 22 | 5  | 3 | 14 | 23 | 57 | −34 | 13  |                                    |
| 12  | Tractorul Bălcești        | 22 | 2  | 2 | 18 | 13 | 49 | −36 | 6   |                                    |

Seria II
| Loc | Echipa                    | MJ | V  | E | Î  | GM | GP | DG  | Pct | Calificare sau retrogradare           |
| --- | ------------------------- | -- | -- | - | -- | -- | -- | --- | --- | ------------------------------------- |
| 1   | Minerul Motru (Q)         | 22 | 16 | 3 | 3  | 47 | 11 | +36 | 35  | Qualification to Finala campionatului |
| 2   | Metalurgistul Sadu        | 22 | 17 | 0 | 5  | 61 | 19 | +42 | 34  |                                       |
| 3   | Armata Craiova            | 22 | 14 | 3 | 5  | 47 | 22 | +25 | 31  |                                       |
| 4   | Progresul Cârcea          | 22 | 12 | 5 | 5  | 62 | 27 | +35 | 29  |                                       |
| 5   | Sănătatea CIL Târgu Jiu   | 22 | 12 | 5 | 5  | 51 | 28 | +23 | 29  |                                       |
| 6   | Energetica Turnu Severin  | 22 | 11 | 3 | 8  | 41 | 34 | +7  | 25  |                                       |
| 7   | SMT Șimian                | 22 | 10 | 0 | 12 | 27 | 41 | −14 | 20  |                                       |
| 8   | Dinamo Craiova            | 21 | 6  | 4 | 11 | 29 | 37 | −8  | 16  |                                       |
| 9   | Minerul Rovinari          | 21 | 5  | 4 | 12 | 20 | 43 | −23 | 14  |                                       |
| 10  | Gilortul Târgu Cărbunești | 22 | 5  | 1 | 16 | 22 | 58 | −36 | 11  |                                       |
| 11  | Olimpia Filiași           | 22 | 4  | 1 | 17 | 16 | 66 | −50 | 9   |                                       |
| 12  | Victoria Vânju Mare       | 22 | 3  | 1 | 18 | 13 | 56 | −43 | 7   |                                       |

Finala campionatului 
Meciurile s-au jucat pe 28 Mai, 4 și 11 Iunie 1967.
| Echipa 1      | Total | Echipa 2              | Turul I | Turul II | Turul III |
| ------------- | ----- | --------------------- | ------- | -------- | --------- |
| Minerul Motru | 1–1   | Progresul Goicea Mică | 0–0     | 1–1      | 0–0       |

1. ↑  Minerul Motru a câștigat datorită mediei de vârstă mai mică.
2. ↑  Meciul s-a disputat pe teren neutru la Craiova.

Minerul Motru a câștigat Campionatul Regional Oltenia și s-a calificat pentru barajul de promovare în Divizia C.

### Regiunea Ploiești
Seria Est
| Loc | Echipa                       | MJ | V  | E  | Î  | GM | GP | DG  | Pct | Calificare sau retrogradare        |
| --- | ---------------------------- | -- | -- | -- | -- | -- | -- | --- | --- | ---------------------------------- |
| 1   | Victoria Boboc (Q)           | 22 | 12 | 6  | 4  | 36 | 19 | +17 | 30  | Calificare în Finala campionatului |
| 2   | Progresul Râmnicu Sărat      | 22 | 12 | 3  | 7  | 39 | 22 | +17 | 27  |                                    |
| 3   | Petrolul Berca               | 22 | 10 | 7  | 5  | 31 | 23 | +8  | 27  |                                    |
| 4   | Prahova Ploiești             | 22 | 7  | 9  | 6  | 28 | 19 | +9  | 23  |                                    |
| 5   | Vagonul Ploiești             | 22 | 6  | 10 | 6  | 26 | 22 | +4  | 22  |                                    |
| 6   | Armata Ploiești              | 22 | 8  | 5  | 9  | 28 | 27 | +1  | 21  |                                    |
| 7   | Foresta Nehoiu               | 22 | 7  | 7  | 8  | 28 | 33 | −5  | 21  |                                    |
| 8   | Chimistul Valea Călugărească | 22 | 5  | 9  | 8  | 27 | 27 | 0   | 19  |                                    |
| 9   | Rafinăria Teleajen           | 22 | 7  | 3  | 12 | 18 | 45 | −27 | 17  |                                    |
| 10  | Feroemail Ploiești           | 22 | 7  | 2  | 13 | 23 | 42 | −19 | 16  |                                    |
| 11  | Petrolistul Boldești         | 22 | 6  | 3  | 13 | 29 | 45 | −16 | 15  |                                    |
| 12  | Metalul Plopeni (D)          | 22 | 11 | 4  | 7  | 38 | 26 | +12 | 26  | S-a retras                         |

1. ↑  Metalul Plopeni a fuzionat cu Rapid Mizil pe 13 martie 1967, a luat locul acesteia în Divizia C și a pierdut toate meciurile rămase cu 0–3.

Seria Vest
| Loc | Echipa                 | MJ | V  | E | Î  | GM | GP | DG  | Pct | Calificare sau retrogradare        |
| --- | ---------------------- | -- | -- | - | -- | -- | -- | --- | --- | ---------------------------------- |
| 1   | Caraimanul Bușteni (Q) | 22 | 15 | 4 | 3  | 36 | 11 | +25 | 34  | Calificare la Finala campionatului |
| 2   | Carpați Sinaia         | 22 | 12 | 3 | 7  | 49 | 24 | +25 | 27  |                                    |
| 3   | Rafinăria Câmpina      | 22 | 10 | 7 | 5  | 33 | 24 | +9  | 27  |                                    |
| 4   | Petrolul Băicoi        | 22 | 11 | 5 | 6  | 29 | 23 | +6  | 27  |                                    |
| 5   | Victoria Florești      | 22 | 11 | 4 | 7  | 28 | 18 | +10 | 26  |                                    |
| 6   | IRA Câmpina            | 22 | 11 | 3 | 8  | 47 | 23 | +24 | 25  |                                    |
| 7   | Electrica Câmpina      | 22 | 7  | 5 | 10 | 30 | 36 | −6  | 19  |                                    |
| 8   | Muncitorul Schela Mare | 22 | 8  | 2 | 12 | 34 | 44 | −10 | 18  |                                    |
| 9   | Bucegi Pucioasa        | 22 | 9  | 0 | 13 | 28 | 43 | −15 | 18  |                                    |
| 10  | Victoria Moreni        | 22 | 5  | 5 | 12 | 15 | 24 | −9  | 15  |                                    |
| 11  | Cimentul Fieni         | 22 | 4  | 6 | 12 | 20 | 42 | −22 | 14  |                                    |
| 12  | Dinamo Caragiale       | 22 | 5  | 4 | 13 | 18 | 55 | −37 | 14  | Scutită de retrogradare.           |

1. ↑  Dinamo Caragiale a fost scutită de retrogradare datorită fuziunii dintre Cimentul Fieni și Electrica Fieni.

Finala campionatului 
Meciurile s-au jucat pe 4, 11 și 18 Iunie 1967.
| Echipa 1       | Total | Echipa 2           | Turul I | Turul II | Turul III |
| -------------- | ----- | ------------------ | ------- | -------- | --------- |
| Victoria Boboc | 2–2   | Caraimanul Bușteni | 1–0     | 0–1      | 1–1       |

1. ↑  Victoria Boboc a câștigat datorită mediei de vârstă mai mică.
2. ↑  Meciul s-a disputat pe teren neutru la Ploiești.

Victoria Boboc a câștigat Campionatul Regional Ploiești și s-a calificat pentru barajul de promovare în Divizia C.

### Regiunea Suceava
| Loc | Echipa                        | MJ | V  | E | Î  | GM | GP | DG  | Pct | Calificare sau retrogradare          |
| --- | ----------------------------- | -- | -- | - | -- | -- | -- | --- | --- | ------------------------------------ |
| 1   | Minerul Fundu Moldovei (C, Q) | 24 | 15 | 5 | 4  | 57 | 24 | +33 | 35  | Calificare baraj promovare Divizia C |
| 2   | Viitorul Botoșani             | 24 | 15 | 4 | 5  | 66 | 20 | +46 | 34  |                                      |
| 3   | Foresta Gura Humorului        | 23 | 14 | 2 | 7  | 48 | 26 | +22 | 30  |                                      |
| 4   | Avântul Frasin                | 24 | 13 | 3 | 8  | 53 | 30 | +23 | 29  |                                      |
| 5   | Bradul Vama                   | 23 | 11 | 5 | 7  | 53 | 47 | +6  | 27  |                                      |
| 6   | CFR Suceava                   | 24 | 12 | 2 | 10 | 62 | 48 | +14 | 26  |                                      |
| 7   | Fulgerul Dorohoi              | 24 | 12 | 0 | 12 | 59 | 60 | −1  | 24  |                                      |
| 8   | Cooperatorul Fălticeni        | 24 | 9  | 5 | 10 | 44 | 40 | +4  | 23  |                                      |
| 9   | Unirea Siret                  | 24 | 11 | 0 | 13 | 45 | 58 | −13 | 22  |                                      |
| 10  | Tractorul Săveni              | 24 | 9  | 2 | 13 | 34 | 51 | −17 | 20  |                                      |
| 11  | Foresta Moldovița             | 24 | 7  | 3 | 14 | 35 | 58 | −23 | 17  |                                      |
| 12  | IPROFIL Rădăuți               | 24 | 6  | 2 | 16 | 24 | 66 | −42 | 14  |                                      |
| 13  | Forestierul Falcău            | 24 | 4  | 1 | 19 | 16 | 48 | −32 | 9   |                                      |